# Damian Janikowski

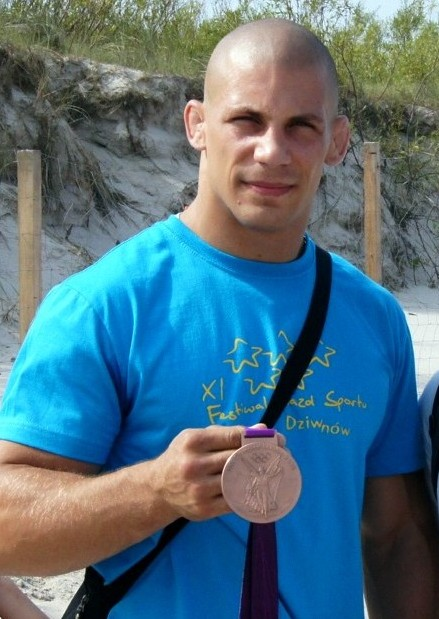
Janikowski Damian, 2012

Damian Janikowski (* 27. Juni 1989 in Breslau) ist ein polnischer Ringer. Er wurde 2011 Vize-Weltmeister im griechisch-römischen Stil im Mittelgewicht.

## Werdegang
Damian Janikowski begann im Jahre 1999 in seiner Heimatstadt mit dem Ringen. Er konzentriert sich dabei auf den griechisch-römischen Stil und ist Mitglied des Sportklubs WKS Śląsk Wrocław. Sein erster Trainer war Leszek Uzalowicz. Seit 2001 wird er von Józef Tracz trainiert. Er ist Armeeangehöriger und ringt bei einer Größe von 1,80 Metern im Mittelgewicht. Er ist auch in deutschen Ringerkreisen gut bekannt, denn er war in der Saison 2010/11 für den TSV Benningen (2. Bundesliga) und ist in der Saison 2011/12 für den TuS Adelhausen (1. Bundesliga) am Start.
Die internationale Karriere von Damian Janikowski begann bereits im Jahre 2004. Allerdings hielten sich damals seine Erfolge bei internationalen Meisterschaften im Juniorenbereich noch in Grenzen. Die einzige Medaille, die er bei der Teilnahme an sechs internationalen Meisterschaften im Juniorenbereich gewann, war die bronzene bei der Junioren-Weltmeisterschaft 2009 in Ankara im Weltergewicht. Allerdings ließ er dabei bereits sein großes Potential erkennen, das in ihm steckt. 2009 nahm er in Herning/Dänemark auch erstmals an einer Weltmeisterschaft der Senioren teil. Im Mittelgewicht kam er dabei nach zwei Siegen auf den 8. Platz.
Bei der Europameisterschaft 2010 in Baku besiegte er in seinem ersten Kampf den Silbermedaillengewinner von den Olympischen Spielen in Peking Zoltán Fodor aus Ungarn, verlor aber seinen nächsten Kampf gegen Anton Babko Maly aus der Ukraine und kam deshalb nur auf den 13. Platz. Wesentlich besser lief es für ihn dann schon bei der Weltmeisterschaft dieses Jahres in Moskau. Er verlor dort nach drei siegreiche Kämpfen im Viertelfinale gegen den späteren Weltmeister Christo Marinow aus Bulgarien. Im Kampf um eine WM-Bronzemedaille musste er sich dann auch dem vielfachen russischen Weltmeister Alexei Mischin geschlagen geben, kam aber immer noch auf einen 5. Platz.
Im Jahre 2011 nahm er in Dortmund an der Europameisterschaft teil. Dort gelangen ihm zunächst drei Siege, im Halbfinale unterlag er aber gegen Wassyl Ratschyba aus der Ukraine nach Punkten. Im Kampf um eine Bronzemedaille musste er sich gegen Christo Marinow geschlagen geben und belegte damit wieder den 5. Platz. Seinen größten Erfolg in seiner bisherigen Laufbahn feierte Damian Janikowski dann bei der Weltmeisterschaft in Istanbul. Er besiegte dort Pedro Jacinto Garcia Perez aus Spanien, Alan Chugajew aus Russland, Eerik Aaps aus Estland und den Weltmeister von 2009 Nazmi Avluca aus der Türkei und stand damit im Endkampf gegen den Weltmeister von 2005 Alim Selimow aus Belarus. Diesem lieferte er einen ausgeglichenen Kampf, musste sich aber knapp mit 1:2 Runden bei 3:3 Punkten (0:1, 3:0, 0:2) geschlagen geben. Damit wurde er Vize-Weltmeister 2011.
Bei den Olympischen Spielen 2012 in London erkämpfte sich Damian Janikowski eine Bronzemedaille. Er musste dabei fünf Kämpfe bestreiten. Er besiegte den Ex-Weltmeister Nazmi Avluca, Türkei, Amer Hrustanovic aus Österreich, Pablo Enrique Shorey Hernandez, Kuba, verlor dann gegen den Olympiasieger von 2004 Karam Ibrahim aus Ägypten und gewann die Bronzemedaille schließlich mit einem Sieg über Melonin Noumonvi aus Frankreich. 2013 spielt er American Football bei den Devils Wrocław. Im März 2013 war er bei der Europameisterschaft in Tiflis am Start und verlor dort in der ersten Runde gegen Artur Schahinjan, Armenien, knapp nach Punkten (1:2 Runden, 6:6 Punkte). Da Schahinjan das Finale nicht erreichte, schied er aus und kam nur auf den 15. Platz. Bei der Weltmeisterschaft 2013 in Budapest hatte er mehr Erfolg. Er besiegte dort Ilias Bukis, Griechenland, Eerik Aps, Estland und Maksim Manukjan, Armenien, verlor dann gegen Taleb Nariman Nematpour, den späteren Weltmeister und in der Trostrunde im Kampf um eine Bronzemedaille auch gegen Jawid Hamsatow aus Belarus. Er belegte deshalb den 5. Platz.
Bei der Europameisterschaft 2014 in Vantaa/Finnland gelang ihm in der neuen Gewichtsklasse bis 85 kg gleich im ersten die Revanche gegen Jawid Hamsatow, dann unterlag er aber etwas überraschend gegen Rami Hietaniemi, Finnland, erkämpfte sich aber danach mit Siegen über Ahmet Yildirim, Türkei, Jim Eric Pettersson, Schweden, Robert Kobliaschwili, Georgien und Jan Fischer, Deutschland noch eine Bronzemedaille.

## Internationale Erfolge
| Jahr | Platz  | Wettbewerb                                   | Gewichtsklasse | Ergebnis |
| ---- | ------ | -------------------------------------------- | -------------- | --- |
| 2004 | 17.    | Junioren-EM (Cadets) in Albena (Bulgarien)   | bis 46 kg      | Sieger: Labasanow, Russland vor Wahram Dschulfalakjan, Armenien |
| 2006 | 18.    | Junioren-EM (Cadets) in Istanbul             | bis 63 kg      | Sieger Özkan Kurt, Türkei vor Aram Dschulfalakjan, Armenien |
| 2007 | 8.     | Junioren-EM in Belgrad                       | Welter         | Sieger: Emrah Kus, Türkei vor Magomed Aschabad, Russland, Damian Hartmann, Deutschland u. Ewgeni Siliwontschik, Belarus                                                                                     |
| 2007 | 1.     | Intern. Deutschland-Cup in Frankfurt (Oder)  | Welter         | vor Ewgeni Siliwontschik u. Dimitri Arabadschi, Ukraine |
| 2007 | 20.    | Junioren-WM in Peking                        | Welter         | Sieger: Arsen Dschulfalakjan, Armenien vor Elwin Mursalijew, Aserbaidschan |
| 2009 | 7.     | Junioren-EM in Tiflis                        | Welter         | Sieger: Bilan Nalgijew, Russland vor Iwailo Saikow, Bulgarien |
| 2009 | 3.     | Junioren-WM in Ankara                        | Welter         | nach Sieg über Glebs Silovs, Estland, Niederlage gegen Asisibek Murodow, Usbekistan und Siegen über Jian Zhang, Volksrepublik China und Saban Karatas, Türkei                                               |
| 2009 | 8.     | WM in Herning/Dänemark                       | Mittel         | nach Siegen über Norikatsu Saikawa, Japan u. Fisnik Zahiti, Schweden u. einer Niederlage gegen Schalwa Gadabadse, Aserbaidschan                                                                             |
| 2010 | 13.    | EM in Baku                                   | Mittel         | nach Sieg über Zoltán Fodor, Ungarn u. Niederlage gegen Anton Babko Maly, Ukraine |
| 2010 | 27.    | Großer Preis von Deutschland in Dortmund     | Mittel         | Sieger: Jan Fischer, Deutschland vor Zoltan Fodor |
| 2010 | 13.    | Władysław-Pytlasiński-Memorial in Racibórz   | Mittel         | Sieger: Nenad Žugaj, Kroatien vor Wassyl Ratschyba, Ukraine |
| 2010 | 5.     | WM in Moskau                                 | Mittel         | nach Siegen über Alexander Hrabovik, Belarus, Hassan Saman Tahmasebi, Iran u. Jacob Adam Clark, USA u. Niederlagen gegen Christo Marinow, Bulgarien und Alexei Mischin, Russland                            |
| 2011 | 1.     | Dave-Schultz-Memorial in Colorado Springs    | Mittel         | vor Kristoffer Johansson, Schweden u. Christo Marinow |
| 2011 | 5.     | EM in Dortmund                               | Mittel         | nach Siegen über Juri Makai, Moldawien, Jim Eric Pettersson, Schweden u. Amer Hrustanovic, Österreich u. Niederlagen gegen Wassyl Ratschyba u. Christo Marinow                                              |
| 2011 | 2.     | Großer Preis von Spanien in Madrid           | Mittel         | hinter Artur Schahinjan, Armenien, vor Kristoffer Johansson u. Saur Kareschow, Russland |
| 2011 | 2.     | WM in Istanbul                               | Mittel         | nach Siegen über Pedro Jacinto Garcia Perez, Spanien, Alan Chugajew, Russland, Eerik Aaps, Estland u. Nazmi Avluca, Türkei u. einer Niederlage gegen Alim Selimow, Belarus                                  |
| 2011 | 1.     | New-York-Athletic-Club-Intern.               | Mittel         | vor Jordan Holm u. Charles Betts, beide USA |
| 2011 | 7.     | FILA-Test-Tournament in London               | Mittel         | Sieger: Hassan Saman Tahmasebi vor Wassyl Ratschyba, Ukraine |
| 2012 | 2.     | EM in Belgrad                                | Mittel         | hinter Christo Marinow, vor Schan Belenjuk, Ukraine und Viktor Lörincz, Ungarn |
| 2012 | 2.     | "Wladyslaw-Pytlasinski"-Memorial in Ratibor  | Mittel         | hinter Alan Chugajew, vor Karam Mohamed Gaber Igragim, Ägypten und Viktor Lörincz |
| 2012 | Bronze | OS in London                                 | Mittel         | mit Siegen über Nazmi Avluca, Türkei, Amer Hrustanovic, Österreich und Pablo Enrique Shorey Hernandez, Kuba, einer Niederlage gegen Karam Ibrahim, Ägypten und einem Sieg über Melonin Noumonvi, Frankreich |
| 2013 | 2.     | Cerro-Pelado-International in Havanna        | Mittel         | hinter Alan Vera, Kuba, vor Ronisson Brandao Santiago, Brasilien und Jose Arias, Dom. Rep. |
| 2013 | 15.    | EM in Tiflis                                 | Mittel         | nach einer Niederlage gegen Artur Schahinjan, Armenien |
| 2013 | 1.     | Avozmash-Cup in Mariupol                     | Mittel         | vor Wassyl Ratschyba, Alexander Kazakewitsch, Litauen und Rustam Assakalow, Usbekistan |
| 2013 | 2.     | "Wladyslaw-Pytlasinski"-Memorial in Warschau | Mittel         | hinter Viktor Lörincz, Ungarn, vor Ramsin Azizsir, Deutschland und Alexander Kazakewitsch |
| 2013 | 5.     | WM in Budapest                               | Mittel         | nach Siegen über Ilias Bukis, Griechenland, Eerik Aps, Estland und Maksim Manukjan, Armenien und Niederlagen gegen Taleb Nariman Nematpour, Iran und Jawid Hamsatow, Belarus                                |
| 2013 | 2.     | Militär-WM in Teheran                        | Mittel         | hinter Alexander Schischman, Ukraine, vor Waghinak Minasjan, Armenien und Mojtaba Karimfar, Iran |
| 2014 | 3.     | "Iwan-Poddubny"-Memorial in Tjumen           | bis 85 kg      | hinter Alexei Mischin und Asamat Bikbajew, beide Russland |
| 2014 | 9.     | Golden-Grand-Prix in Szombathely             | bis 85 kg      | Sieger: Taleb Nariman Nematpour vor Robert Kobliaschwili, Georgien |
| 2014 | 3.     | EM in Vantaa                                 | bis 85 kg      | nach einem Sieg über Jawid Hamsatow, einer Niederlage gegen Rami Hietaniemi, Finnland und Siegen über Ahmet Yildirim, Türkei, Jim Eric Pettersson, Robert Kobliaschwili und Jan Fischer                     |

## Polnische Meisterschaften
| Jahr | Platz | Gewichtsklasse | Ergebnis                                                       |
| ---- | ----- | -------------- | -------------------------------------------------------------- |
| 2008 | 3.    | Welter         | hinter Julian Kwit und Jakub Tim, vor Krzysztof Kowalski       |
| 2009 | 1.    | Mittel         | vor Michał Pietrczak, Maciej Michalewicz und Marcin Nowakowski |
| 2010 | 1.    | Mittel         | vor Łukasz Konera, Wojciech Wanke und Przemysław Gutiar        |
| 2011 | 1.    | Halbschwer     | vor Radosław Grzybicki, Przemysław Mazur und Michał Luto       |
| 2012 | 1.    | Halbschwer     | vor Radoslaw Grzybicki, Lukasz Konera und Norbert Kaczmarek    |

Erläuterungen
- alle Wettkämpfe im griechisch-römischen Stil
- OS = Olympische Spiele, WM = Weltmeisterschaft, EM = Europameisterschaft
- Gewichtsklassen: Weltergewicht bis 74 kg, Mittelgewicht bis 84 kg und Halbschwergewicht bis 96 kg Körpergewicht (bis 31. Dezember 2013); seit 1. Januar 2014 gilt eine neue Gewichtsklasseneinteilung durch den Ringer-Weltverband FILA